# Emblema del Mozambico
L'emblema del Mozambico, simbolo araldico del paese, è adottato il 2 novembre 1990.

## Descrizione
È composto da una ruota dentata dorata (che simboleggia la ricchezza industriale) circondata da una pianta di mais e una di canna da zucchero (che rappresentano la ricchezza agricola). In alto è presente una stella rossa che rappresenta il socialismo.
All'interno dell'ingranaggio è possibile riconoscere un libro, una zappa ed un AK-47 che simboleggiano rispettivamente l'istruzione, la produzione e la difesa. Il sole in fondo allo stemma rappresenta la speranza di una vita migliore.